# Omans damlandslag i fotboll
Omans damlandslag i fotboll representerar Oman i fotboll på damsidan. Dess förbund är Oman Football Association (OFA). Laget har ännu inte spelat någon officiell landskamp.